# Royal Maritime Auxiliary Service

Flagge der RMAS

Die Royal Maritime Auxiliary Service (RMAS; deutsch: Königliche Marinehilfsdienste) war eine dem Verteidigungsministerium des Vereinigten Königreichs unterstehende Hilfsflotte, die von 1976 bis 2008 bestand.
In ihr waren Hilfsschiffe der britischen Royal Navy organisiert, die in der Regel innerhalb der britischen Hoheitsgewässer operierten. Die Schiffsnamen begannen mit dem Kürzel RMAS. Das Personal bestand zum großen Teil aus nach den Regeln der Handelsmarine ausgebildeten Zivilisten. Die Flagge der RMAS war das Blue Ensign, der britischen Dienstflagge zur See, mit einem liegenden goldenen Anker auf zwei Wasserlinien.

## Geschichte

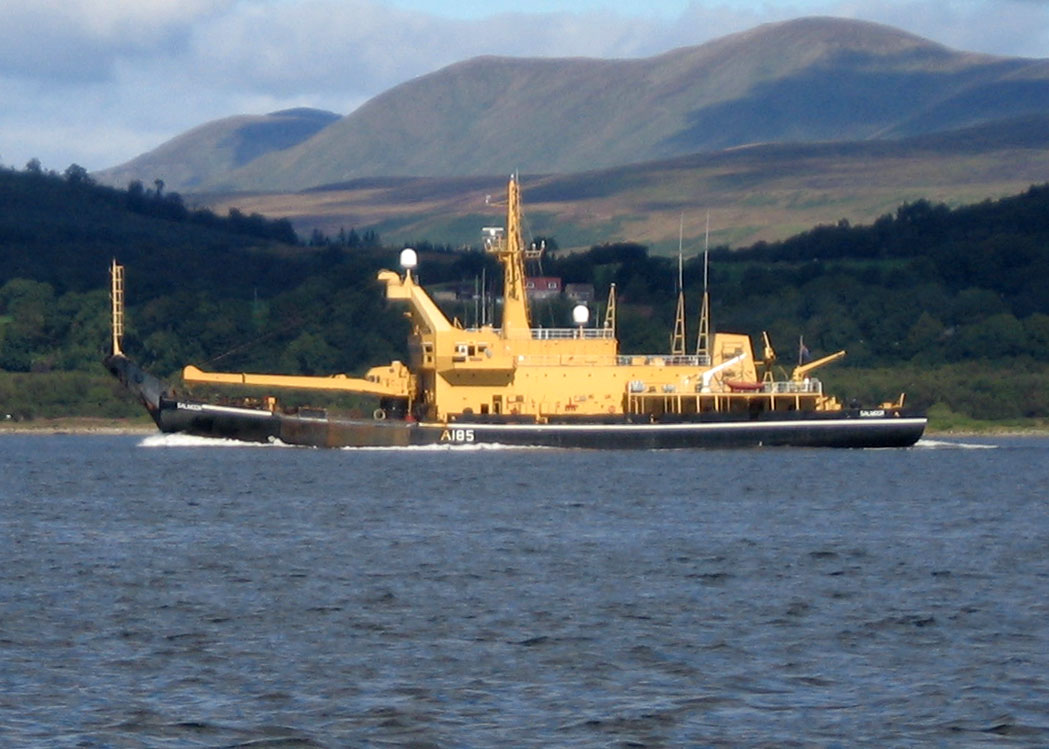
Bergungsschiff RMAS Salmoor in der charakteristischen gelb-schwarzen Farbgebung

Die RMAS entstand 1976 aus dem Zusammenschluss mit dem früheren Port Auxiliary Service und bildete einen Bestandteil von His Majesty's Naval Service. Für die Hilfsdienste in den britischen Häfen und Hoheitsgewässern betrieb sie unter anderem Schlepper, Forschungsschiffe, Munitionstransporter, Bergungsschiffe, Torpedofangboote, kleine Tender, Entmagentisierungsschiffe, Reinigungsfahrzeige, Versuchsschiffe und Personenfähren.
Die Schiffe erhielten im Gegensatz zu den Schiffen der Royal Navy und der Royal Fleet Auxiliary einen eigenen charakteristischen Anstrich, der aus einem schwarzen Rumpf und lederfarbenen bis gelblichen Aufbauten bestand, die durch ein weißes Band getrennt waren. Schiffe, die außerhalb der Häfen tätig wurden, erhielten analog zu den Schiffen der RFA eine Schiffskennung der Marine und waren vor ihrer Schiffsnummer in der Regel mit einem A für Hilfsschiff (engl. Auxiliary), zum kleineren Teil mit einem Y für Hafenfahrzeug (engl. Yard vessel) und selten mit anderen Kennungen markiert.

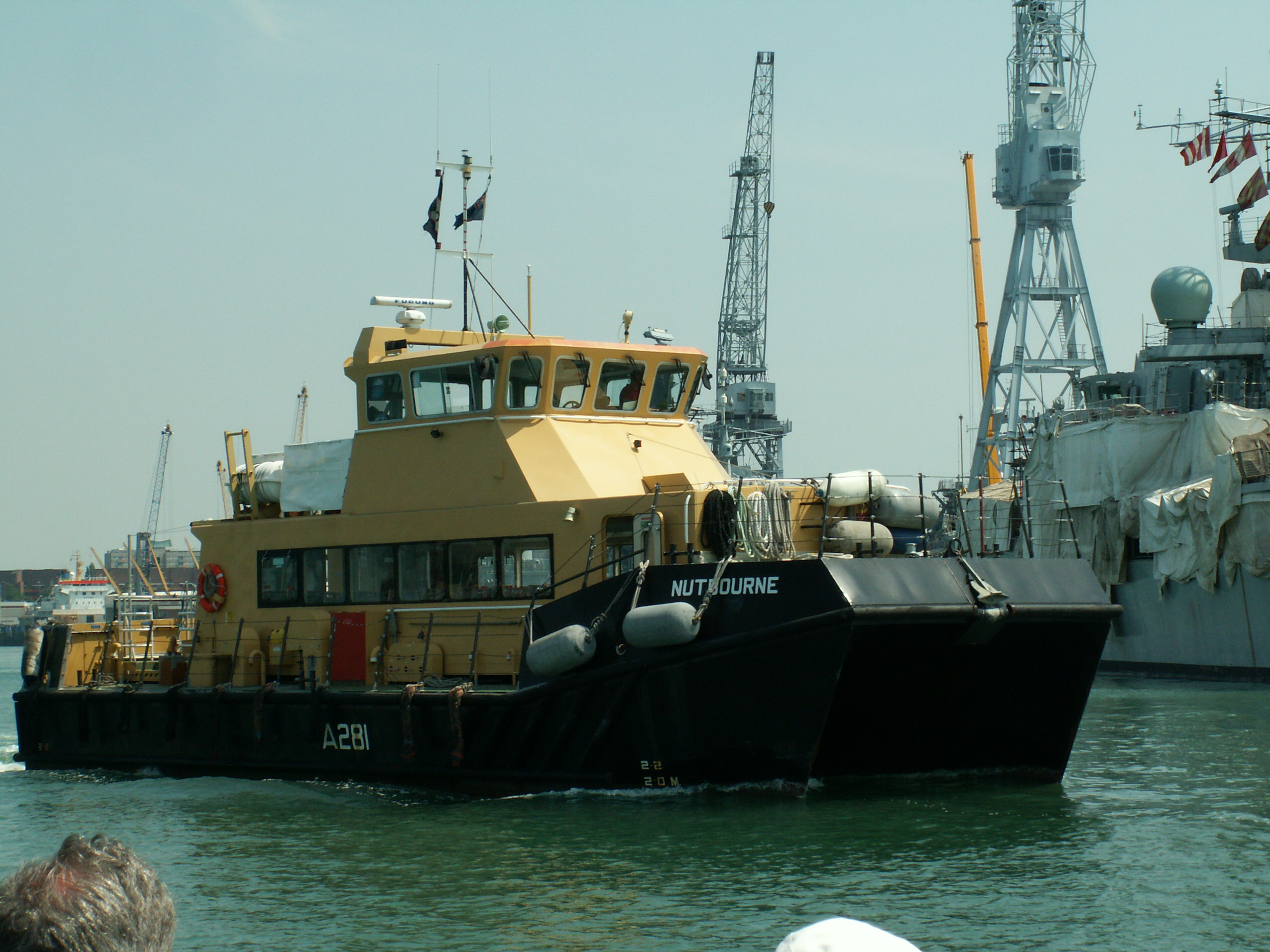
Tender RMAS Notbourne

Mitte der 1980er Jahre bestand die Flotte der RMAS aus 530 Schiffen, Booten und Leichtern, von denen 300 motorisiert waren. Einsatzorte waren in der Regel die Marinestützpunkte in Großbritannien und Gibraltar. Einsätze von RMAS-Einheiten bei Kampfverbänden waren eher die Ausnahme. So wurden während des Falklandkrieges mit dem Bergungsschlepper RMAS Typhoon (A95) und dem Bergungsschiff RMAS Goosander (A164) zwei Einheiten zur Unterstützung der Flotte in den Südatlantik beordert. Dort leisteten sie außerhalb der maritimen Ausschlusszonen Hilfsdienste für die Royal Navy.
Ebenfalls seit Mitte der 1980er Jahre  wurde nach Schließung er Marinebasis in Chatham die zukünftige Struktur der RMAS und eine mögliche Privatisierung der hoheitlichen Leistungen diskutiert. Eine erste Teilprivatisierung wurde 1996 vorgenommen, als das Verteidigungsministerium Hafendienste der RMAS in den drei Marinestützpunkten Devonport, Portsmouth und Faslane-on-Clyde an das Unternehmen Serco vergab. Eine Erweiterung des Vertrages wurde 2007 vereinbart, nach der Serco im Jahr 2008 sämtliche Leistungen der RMAS übernahm. Die RMAS wurde in der Folge zum 31. März 2008 aufgelöst.

## Schiffe
Die der RMAS unterstellten Schiffe sind auf der Schiffliste der Royal Navy zu finden.

### Ehemalige Schiffe (Beispiele)
- Lodestone (A115) (1980, Entmagnetisierungsschiff)
- Salmaid (A187) (1986, Tonnenleger und Bergungsschiff)
- Typhoon (A 95) (1960, Hochsee- und Bergungsschlepper)